# Matthias Thürauf

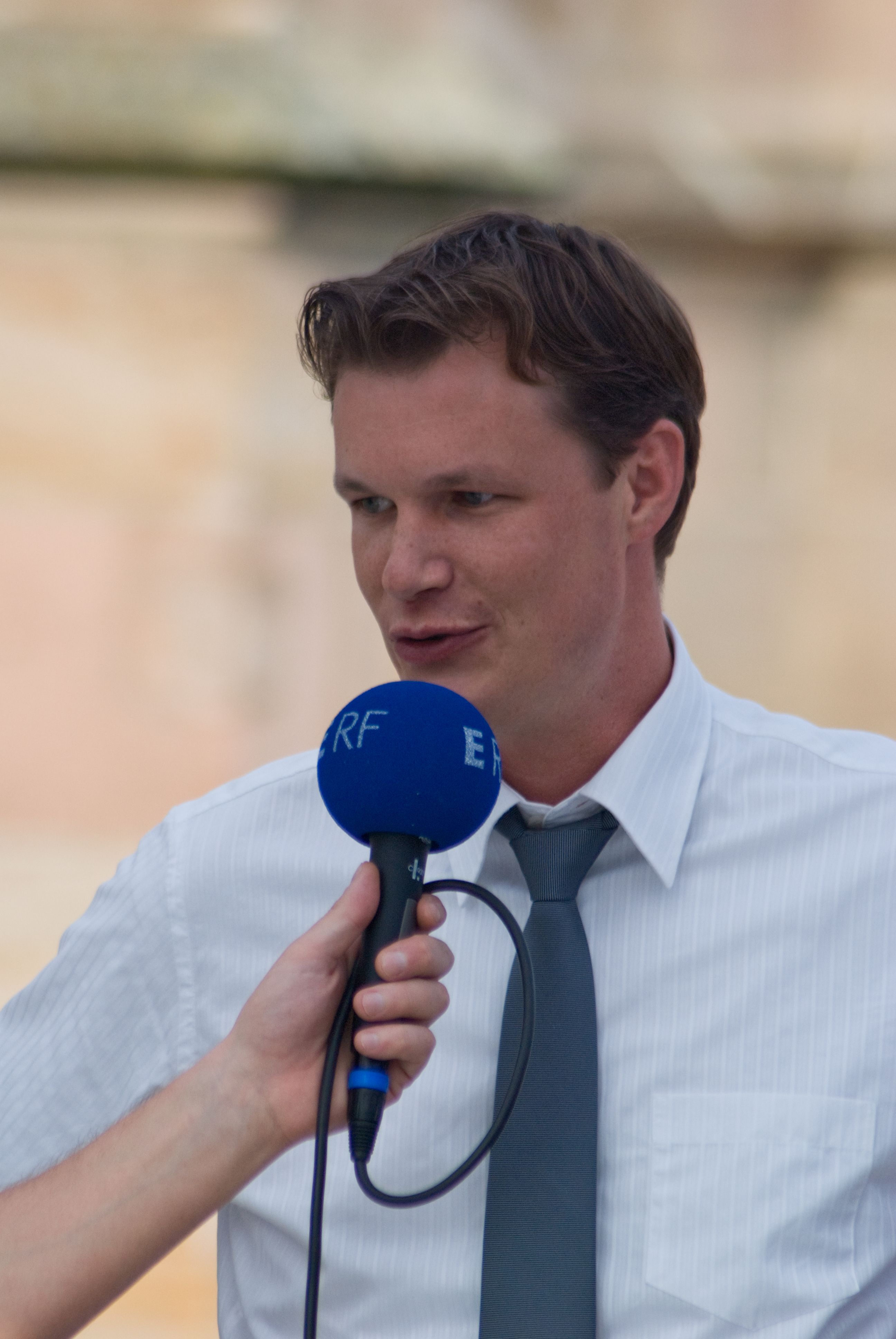
Matthias Thürauf (2008)

Matthias Thürauf (* 11. Oktober 1973 in Schwabach) ist ein deutscher Jurist und ehemaliger Kommunalpolitiker (CSU). Von 2008 bis 2020 war er Oberbürgermeister der Stadt Schwabach.

## Leben
1992 trat er der Jungen Union (JU) und der CSU bei. Nach dem Abitur 1993 am Adam-Kraft-Gymnasium studierte er von 1994 bis 1999 Rechtswissenschaften an der Universität Bayreuth und der Friedrich-Alexander-Universität Erlangen-Nürnberg. 1994 bis 1996 war er freier Mitarbeiter im Büro des Landtagsabgeordneten Karl Freller.
Von 1999 bis 2001 durchlief er das Rechtsreferendariat im Oberlandesgerichtsbezirk Nürnberg und im Zentralbereich Recht der Siemens AG. 2001 bis 2003 war er Richter zur Probe beim Amtsgericht Nürnberg. 2003 bis 2005 war er Staatsanwalt bei der Staatsanwaltschaft Nürnberg-Fürth. Von März bis September 2005 war er Referent der CDU/CSU-Bundestagsfraktion für den Visa-Untersuchungsausschuss. Von September 2005 bis zum 30. April 2008 war er Richter am Amtsgericht Hersbruck. Bei den Kommunalwahlen 2008 wurde er in der Stichwahl zum Oberbürgermeister von Schwabach gewählt. Dieses Amt hatte er seit dem 1. Mai 2008 inne. Bei seiner Wahl war er der jüngste Oberbürgermeister einer kreisfreien Stadt in Bayern. Bei der Kommunalwahl am 16. März 2014 wurde er mit 65,3 %  der abgegebenen Stimmen (+16,5) wiedergewählt. Am 10. April 2019 erklärte er, bei der Wahl 2020 nicht mehr zu kandidieren. Sein Nachfolger im Amt des Schwabacher Oberbürgermeisters ist seit Mai 2020 Peter Reiß.

## Rolle im Mollath-Strafverfahren
Thürauf leitete bei Strafanzeigen von Gustl Mollath laut dem Minderheitenbericht des Untersuchungsausschusses der politischen Parteien SPD, Freie Wähler und Bündnis 90/Die Grünen zum Fall Mollath keine Ermittlungen ein, zudem sei er gar nicht zuständig gewesen.